# LGA 1150
 (septembre 2014).
Si vous disposez d'ouvrages ou d'articles de référence ou si vous connaissez des sites web de qualité traitant du thème abordé ici, merci de compléter l'article en donnant les références utiles à sa vérifiabilité et en les liant à la section « Notes et références ».
Le LGA 1150,  parfois appelé Socket H3, est un socket pour microprocesseurs Intel sorti en 2013. Il succède au LGA 1155 de 2011. Son successeur sera le socket LGA 1151, H2, datant de  2015. Ce socket est apparu avec l'architecture Haswell qui succède à l'architecture Sandy Bridge.
Les processeurs des sockets LGA 1156, 1155 et 1151 ne sont pas compatibles avec le socket LGA 1150. Néanmoins, leurs systèmes de refroidissement sont compatibles, car les processeurs ont les mêmes dimensions, des méthodes de construction et une production de chaleur similaires.